# Kay Khosrow

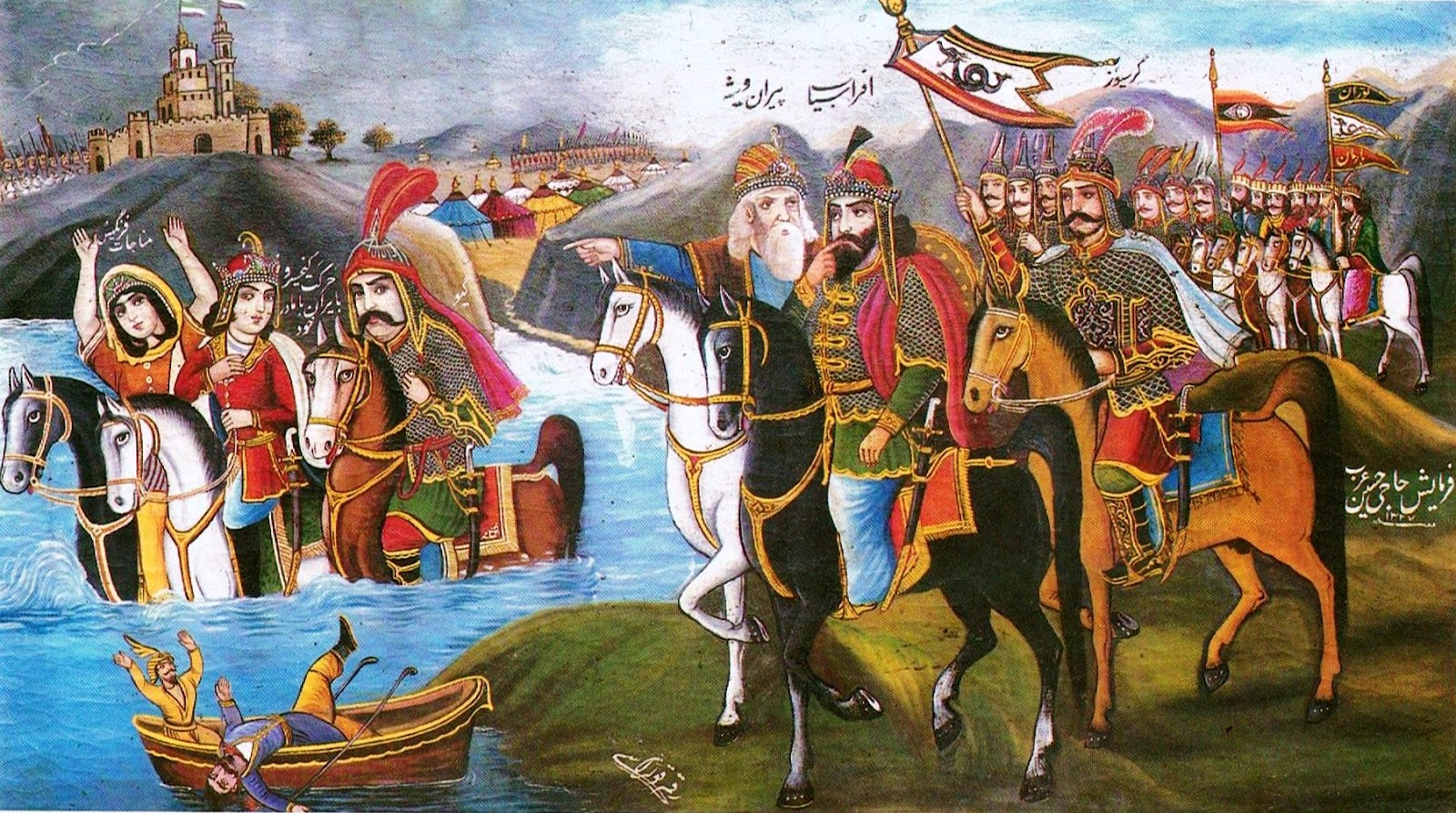
Salida de la madre y la abuela de Kay Khosrow hacia Irán. (Kay Khosrow se ve con el anciano en el medio)

Kay Khosrow (persa: کیخسرو) es un rey legendario de Irán de la dinastía Kayania y un personaje de la epopeya narrada en el libro persa, Shāhnāmé. Era hijo del príncipe iraní Siyavash, quien se casó con la princesa Farangis de Turán mientras estaba en el exilio. Antes de que naciera Kay Khosrow, su padre fue asesinado en Turán por su abuelo materno Afrasiab. Kay Khosrow fue entrenado de niño en el desierto por Piran, el sabio visir de Afrasiab. Su abuelo paterno fue Kay Kāvus, el legendario Sah de Irán que lo eligió como su heredero cuando regresó a Irán con su madre. El nombre Kay Khosrow deriva de Kauui Haosrauuaŋha, que en significa "vidente/poeta que tiene buena fama".

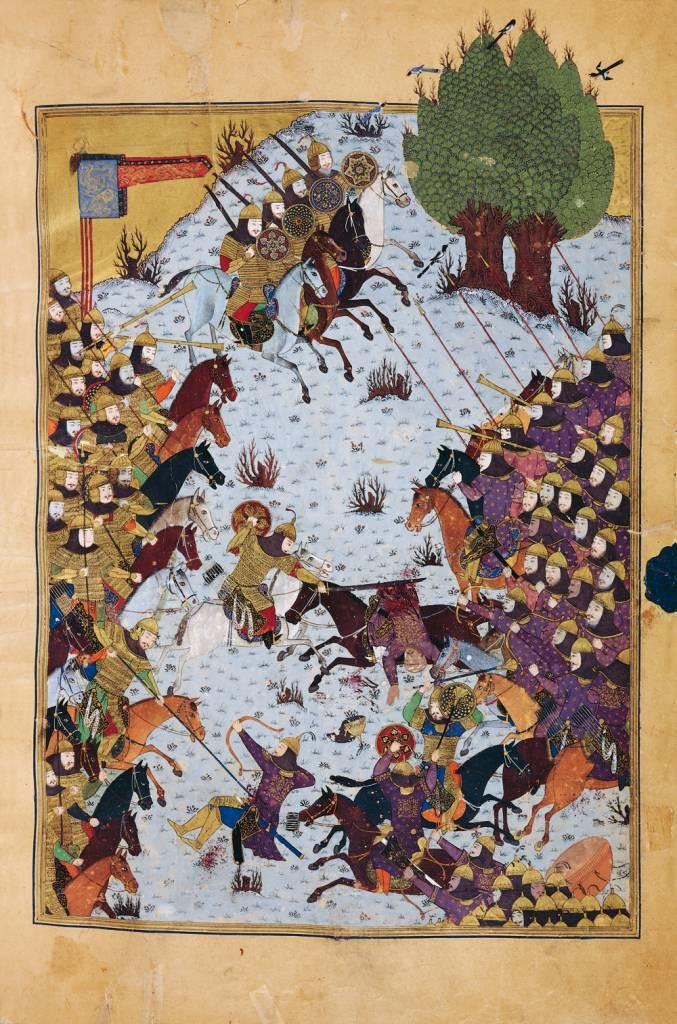
Los ejércitos opuestos de Irán liderados por Kay Khosrow y Turan, bajo el mando de Afrasiab. El Bayasanghori Shâhnâmeh, realizado en 1430 para el príncipe Bayasanghor (1399-1433), declarado Patrimonio de la Humanidad por la UNESCO.

## En el Avesta
En el Avesta, a Kay Khosrow se le denomina "arša airiianąm dax́ iiunąm", que significa "semental de las tierras arias". Según el Avesta, Kay Khosrow tuvo un hijo llamado Āxrūra. Kay Khosrow se sacrificó por Anahita en el lago Urmía por ganar una carrera de carros. Mató a Afrasiab en el lago Chichast como venganza por Siavash, quien había sido asesinado por Aγraēraθa, hijo de Naru.

## En los textos de Pahlavi
En los textos de Pahlavi, su nombre se menciona como Kay Husrōy. Según Šahrestānīhā ī Ērānšahr, nació en la ciudad de Samarcanda, que fuera  fundada por su abuelo paterno, Kay Kavus. Kay Khosrow fundó el fuego de Warahrān (persa: Bahram) en la ciudad de Samarcanda, y reinstaló otro fuego sacro con el nombre de Karkōy en la ciudad de Zaranj, que se extinguió. Según Menog-i Khrad, Kay Khosrow gobernó Irán durante 60 años y luego entregó el poder a Kay Luhrasp. Kay Khosrow destruyó un templo de ídolos junto al lago Chichast y, en la resurrección, colaborará con Saosyant.

## En textos posislámicos
Algunos autores de la era islámica como Hamza al-Isfahani e Ibn Balkhi lo consideraron un profeta. Él es el hijo de Siyavash y Farangis, y cuando su padre fue asesinado por Garsivaz, Kay Khosrow fue confiado por Piran Viseh a unos pastores. Afrasiyab constantemente ve sueños y está preocupado por su realeza. Le pide a Piran que lleve al niño ante él para poner a prueba su inteligencia y ver si puede ser una amenaza. Piran aconseja a Kay Khosrow que responda todas las preguntas al revés. Convencido de que Khosrow es solo un idiota, Afrasiyab le ordena a Piran que lo envíe con su madre, que vive en la ciudad de Siyavashgerd, que fue fundada por su padre. Mientras tanto, en Irán, Gudarz ve un sueño, en el que un Sorush le cuenta sobre Kay Khosrow. Solo Giv puede traer al niño de regreso a Irán. Después de siete años de buscar a Kay Khosrow, finalmente lo encuentra y lo trae de regreso junto con su madre, Farangis.

## Copa de Kay Khosrow

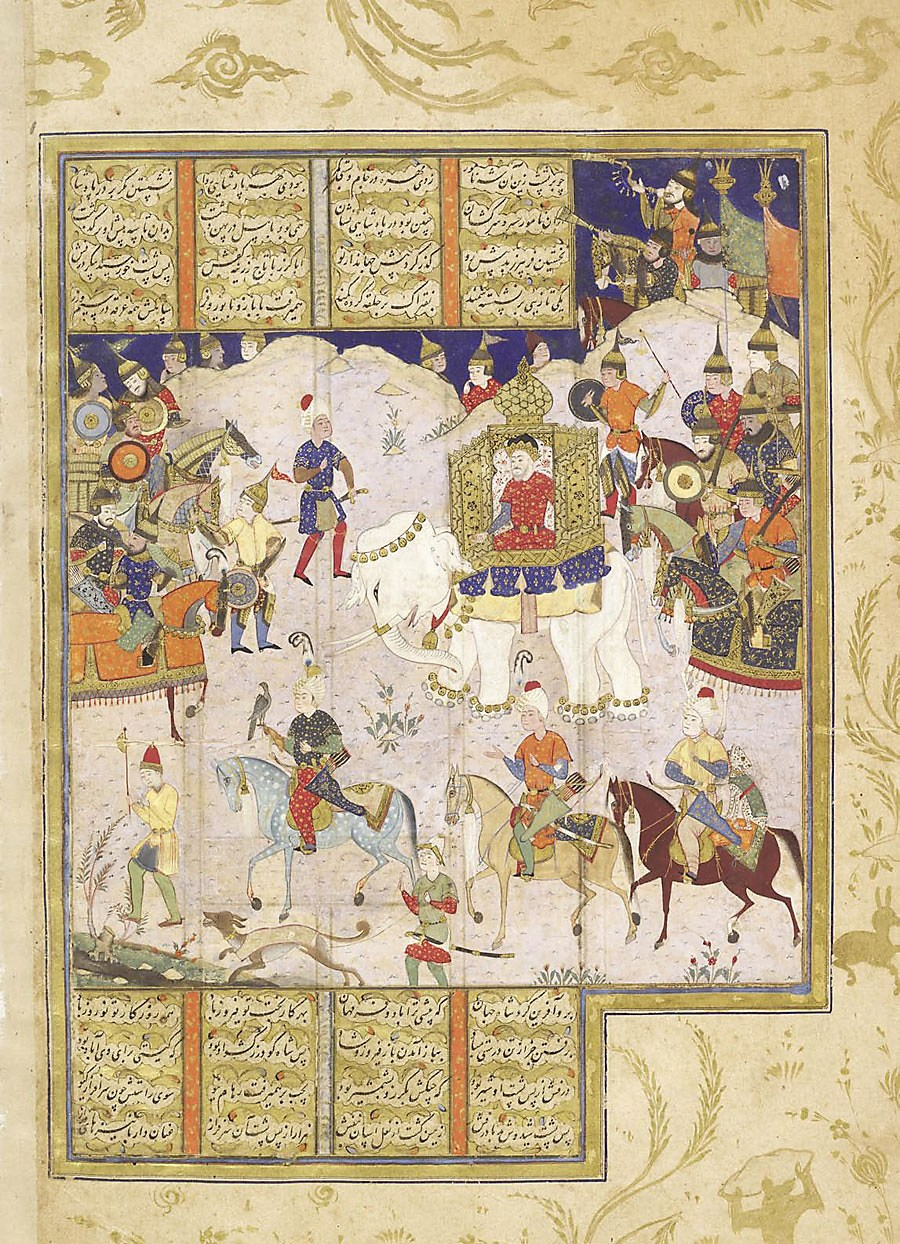
Kay Khusraw pasa revista a su ejército

La Copa de Jamshid o, en realidad, la Copa de Kay Khosrow (Copa de Djemscheed o Jaam-e Jam, o copa de Kay Khosrow en persa: جام جم) es una copa de adivinación que, en la mitología persa,  durante mucho tiempo estuvo en poder de los gobernantes de la antigua Persia. La copa también se ha llamado Jam-e Jahan nama, Jam-e Jahan Ara, Jam-e Giti nama y Jam-e Kay Khosrow. Este último se refiere a Kaei Husravah en el Avesta y a Sushravas en los Vedas. Esta copa fue utilizada solo una vez y por Kay Khosrow en su reinado para encontrar dónde estaba Bizhan, quien había ido a la frontera de Turan para cazar. Bizhan se había involucrado románticamente con Manizheh, la hija del rey de Turanian Afrasiab, después de un breve encuentro con ella en la frontera de Irán y Turan. Manizheh lo llevó clandestinamente al palacio de su padre, y cuando Afrasiab se enteró, arrojó a Bizhan a un pozo y expulsó a Manizheh del castillo. Todos en Irán pensaron que Bizhan estaba muerto excepto Kay Khosrow, quien lo vio vivo en la Copa. Kay Khosrow luego envió a Rostam a rescatar a Bizhan.
Se decía que la copa ("Jām") estaba llena de un elixir de inmortalidad y se usaba para adivinar. Como lo mencionó Alí Akbar Dehjodá, se creía que uno podía observar los siete cielos del universo al mirar en ella (از هفت فلک در او مشاهده و معاینه کردی). Se cree que fue descubierta en Persépolis en la antigüedad. Se decía que el mundo entero se reflejaba en ella, y se decía que las adivinaciones dentro de la Copa revelaban profundas verdades. A veces, especialmente en representaciones populares como La Leyenda Heroica de Arslan, la copa se visualiza como una bola de cristal. La traducción al inglés de Helen Zimmern del Shāhnāmé usa el término "globo de cristal".

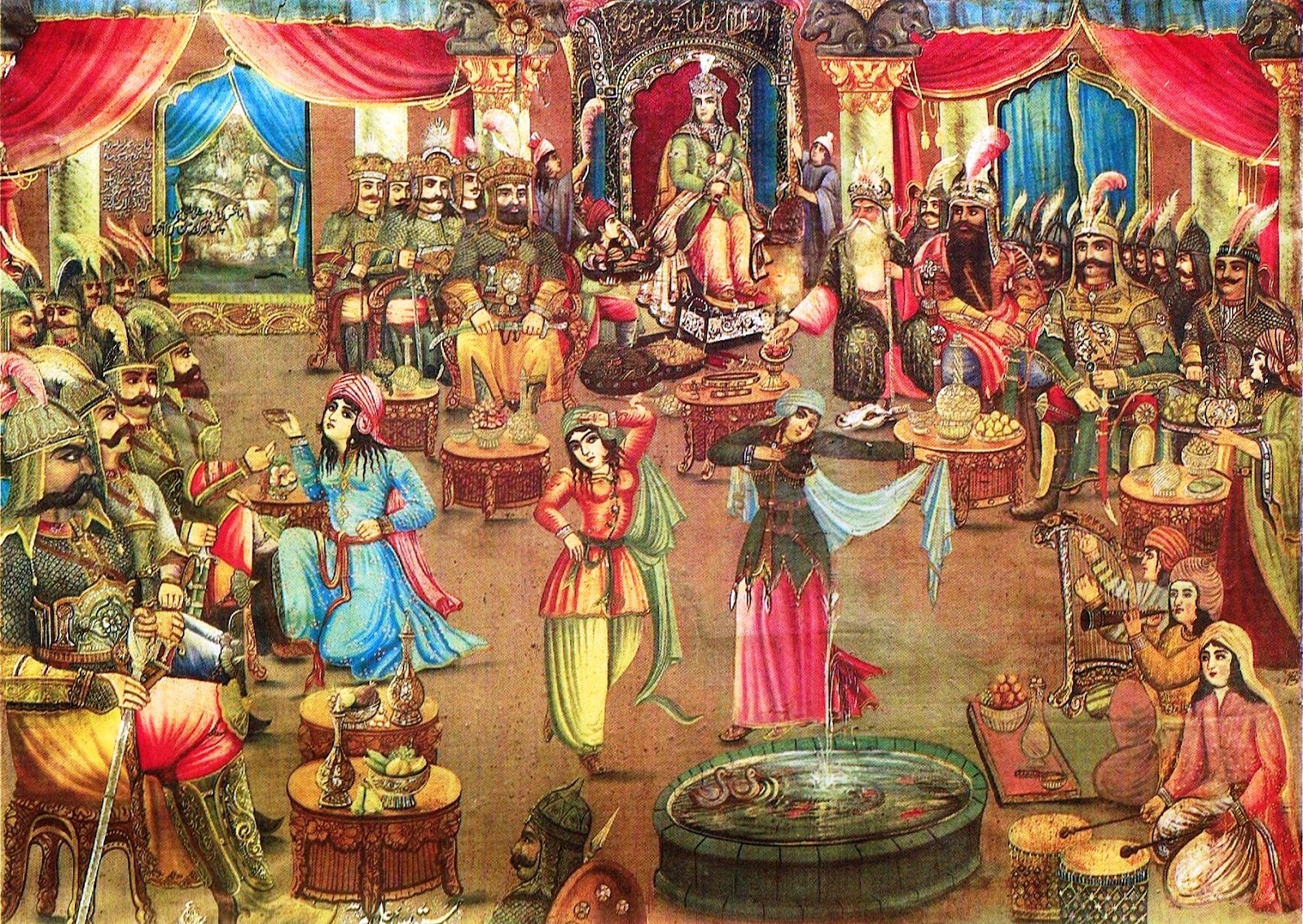
Festival de Davazdah Rokh